# レバス・ミンドラシビリ
レバス・ミンドラシビリ（グルジア語:რევაზ მინდორაშვილი、ローマ字:Revaz Mindorashvili、1976年7月1日 - ）は、ジョージア（旧称グルジア）のレスリング選手。2008年北京オリンピックレスリングフリースタイル84kg級の金メダリストである。
ミンドラシビリは、2004年アテネオリンピックの同階級に出場しているが、予選で敗退している。

## 実績
- オリンピック
  - 2008年北京オリンピック　金メダル
- 世界選手権
  - 優勝　2005年
  - 2位　2006年
  - 3位　2003年
- ヨーロッパ選手権
  - 優勝　2003年
  - 2位　2004、2008年
  - 3位　2002年